# Leptostomias bilobatus
Leptostomias bilobatus es una especie de pez de la familia Stomiidae en el orden de los Stomiiformes.

## Hábitat
Es un pez de mar y de aguas  subtropicales

## Distribución geográfica
Se encuentra en el  Atlántico.